# Atalanta (Händel)
Atalanta (HWV 35) ist eine Oper (Dramma per musica) in drei Akten von Georg Friedrich Händel und entstand in der vorletzten Spielzeit, die Händel als Operndirektor mit dem Covent Garden Theatre verband.

## Entstehung
Aus den vorausgehenden Opernspielzeiten 1734 bis 1736 war Händel mit geschätzten 9.000 £ an Verlusten gegangen. Die Auseinandersetzungen und Anfeindungen in aristokratischen Kreisen, welche sich bis in das britische Königshaus fortsetzten und der erbitterte Konkurrenzkampf mit der rivalisierenden „Opera of the Nobility“ um den Komponisten Nicola Porpora hatten zermürbende Kraft. Der König selbst war der Streitereien bereits müde. Mitte Mai 1736 schrieb Benjamin Victor an den Geiger Matthew Dubourg in Dublin:

“[…] As to the Operas, they must tumble, for the King’s presence could hardly hold them up, and even that prop is denied them, for his majesty will not admit his royal ears to be tickled this season. As to music, it flourishes in this place more than ever, in subscription concerts and private parties which must prejudice all operas and public entertainments.”

„[…] Was die Opern betrifft, so müssen sie untergehen, denn allein die Anwesenheit des Königs konnte sie kaum aufrechterhalten; und selbst diese Stütze wird ihr in der nächsten Spielzeit versagt bleiben, denn es liegt nicht in der Absicht Seiner Majestät, auch dieses Jahr sein königliches Ohr kitzeln zu lassen. Was jedoch die Musik überhaupt angeht, so gedeiht sie hier besser als je zuvor, bei Subskriptionskonzerten und privaten Einladungen, die sich auf alle Opern und öffentlichen Veranstaltungen nachteilig auswirken müssen.“

Das öffentliche Desinteresse an der Oper nahm weiter zu, jedoch war Händel der Letzte, der sich Mitleid gewünscht hätte. Er machte sich keine Gedanken über die darniederliegende Oper, bis er aus strategischen Gründen zu ihr zurückkehrte, und die Bäder in Tunbridge Wells waren nach einer Randnotiz zu schließen, die er zu jener Zeit kritzelte, seiner Gesundheit offensichtlich förderlich:

“12 Gallons Port, 12 Bottles French, Duke Street, Meels”

„12 Gallonen Portwein, 12 Flaschen Französischen [Rotwein], Duke Street, Meels“

Deprimiert schildert Lord Hervey nach einer Aufführung von Francesco Maria Veracinis Oper Adriano in Siria, wie sich das Trauerspiel um die italienische Oper in London zu Beginn der neuen Spielzeit fortsetzte:

“I am this moment returned with the King from yawning four hours at the longest and dullest Opera that ever the enobled ignorance of our present musical Governors ever inflicted on the ignorance of an English audience; who, generally speaking, are equally skilful in the language of the drama and the music it is set to, a degree of knowledge or ignorance (call it which you please) that on this occasion is no great misfortune to them, the drama being composed by an anonymous fool, and the music by one Veracini, a madman, who to show his consummate skill in this Opera has, among half a dozen very bad parts, given Cuzzoni and Farinelli the two worst. The least bad part is Senesino’s, who like Echo reversed, has lost all his voice, and retains nothing of his former self but his flesh. [...] Handel sat in great eminence and great pride in the middle of the pit, and seemed in silent triumph to insult this poor dying Opera in its agonies, without finding out that he was as great a fool for refusing to compose, as Veracini had shown himself by composing, nobody feeling their own folly, though they never overlook other people’s, and having the eyes of a mole for the one, with those of a lynx for the other.”

„Gerade kehre ich mit dem König von einem vierstündigen Gähnen in einer Oper zurück; die längste und langweiligste, welche die geadelte Ignoranz unserer gegenwärtigen musikalischen Führung jemals der Ignoranz eines englischen Publikums aufgezwungen hat; welches sich im allgemeinen mit der Sprache des Schauspiels ebenso gut auskennt wie mit der Musik, mit der es unterlegt ist, ein Grad von Kenntnis oder Unkenntnis (man nenne es, wie man wolle), der in diesem Fall nicht sehr zum Unglück gereicht, denn das Libretto ist von einem unbekannten Narren geschrieben, die Musik von einem gewissen Veracini, ein Wahnsinniger, der sein vollendetes Können dadurch unter Beweis zu stellen sucht, dass er von einem halben Dutzend sehr schlechter Rollen Cuzzoni und Farinelli die beiden allerschlechtesten gab. Die noch am wenigsten schlechte Rolle hat Senesino, der in einer Umkehrung der Geschichte der Nymphe Echo seine Stimme völlig verloren hat und nur im Fleische noch er selbst ist. […] Händel saß erhaben und sehr stolz im Zentrum des Auditoriums und schien in stiller Würde diese arme, sterbende Oper in ihrem Todeskampf zu schmähen, ohne sich darüber klar zu werden, dass er ein ebenso großer Narr ist, weil er sich zu komponieren weigert, wie Veracini ein Narr ist, weil er komponiert. Keiner der beiden erkennt seine eigene Narrheit, jedoch beide übersehen niemals die Narrheiten der Anderen; sie sehen den Einen mit den Augen eines Maulwurfs, den Anderen mit den Augen eines Luchses.“

Der wirtschaftliche Misserfolg und die zunehmende Missachtung seiner Opern bewogen Händel, über andere Wege nachzudenken und auf eine Gelegenheit zu warten, einen solchen einzuschlagen. Parallel dazu beobachtete er das ebenfalls mit Schwierigkeiten kämpfende konkurrierende Opernunternehmen, die Adelsoper. Vorerst plante er eine Opernpause:

“Mr. Handel goes to spend the Summer in Germany, but comes back against Winter, and is to have Concerts of Musick next Season, but no Opera’s.”

„Händel wird den Sommer in Deutschland verbringen, aber zum Winter zurückkehren. Und er wird in der nächsten Saison Konzerte anbieten, jedoch keine Opern.“

(Händel ging in diesem Sommer jedoch nicht nach Deutschland, sondern erst 1737 zur Kur nach Aachen).
In der neuen Saison führte Händel zunächst eine erfolgreiche Serie von Oratorien auf: Am 19. Februar 1736 fand die Uraufführung seines The Alexander’s Feast betitelten Oratoriums im Covent Garden statt. Dieser folgten Wiederaufnahmen von Acis and Galatea sowie Esther. Diese Vorstellungen dauerten bis zum 14. April und, was die Opern betraf, wartete er zunächst ab.
Wie sein Biograph, Friedrich Chrysander, etwas hochtrabend, doch treffend darlegte:

„Von äußeren Mitteln entblößt, konnte er jetzt in seinem Gange durch das öffentliche Leben so wenig eine feste Richtung einhalten, wie der Schiffer im sturmbewegten Meere: er mußte sich von den Wellen lenken lassen und diejenige Küste zu erreichen suchen, welche zuerst vor seinen Blicken auftauchte, selbst auf die Gefahr hin an ihr zu stranden.“

Das so erwartete Ufer tauchte auch in Form eines seltenen und festliches Ereignisses auf: der Vermählung des ältesten Sohnes von König Georg II., dem Thronfolger Friedrich Ludwig von Hannover mit Prinzessin Augusta von Sachsen-Gotha-Altenburg am 27. April 1736. Händel, der sich als wirklich geübter Theaterunternehmer, doch selten als geschickter Diplomat bewies, ließ die günstige Gelegenheit diesmal nicht aus. Obwohl die Befriedigung der höfischen Protokollansprüche viel eher Angelegenheit der dem Hof näherstehenden, im King’s Theatre am Haymarket tätigen „Adelsoper“ war, schrieb Händel nicht nur ein hochzeitliches Anthem (Sing unto God, HWV 263) für die Hochzeitszeremonie, sondern auch eine Oper: Atalanta.

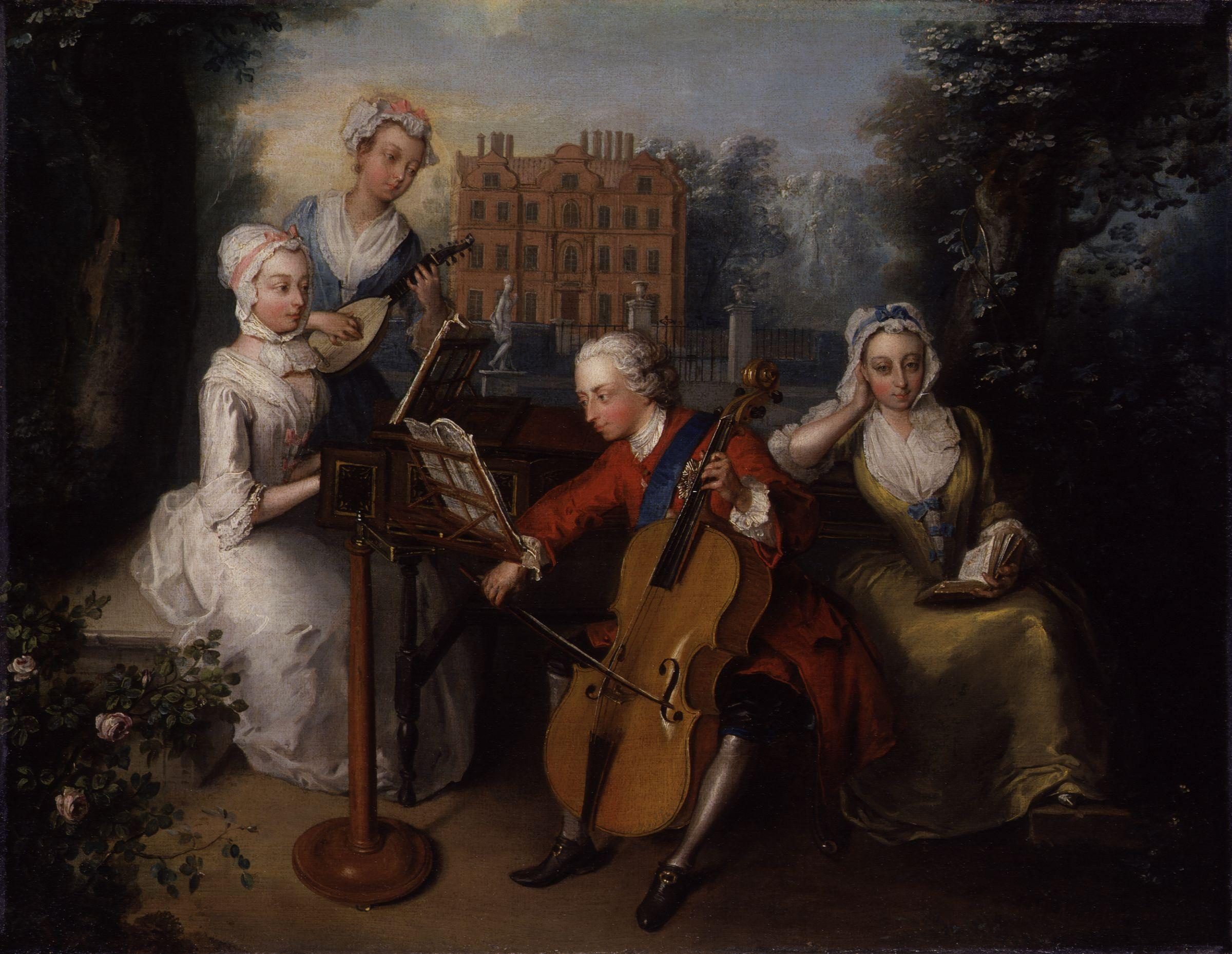
Friedrich, Fürst von Wales, Cello spielend, mit seinen Schwestern, Philippe Mercier, 1733

In einer Hochzeitsoper sah er also die Möglichkeit, sich die Gunst des einzigen verbleibenden fürstlichen Mäzens zu sichern. Das war keine unvernünftige Taktik angesichts der Tatsache, dass der Prinz beide Parteien förderte. Er war empfänglich für die schönen Künste, spielte selbst Cello und im Grunde hatte er sich mit seiner Parteinahme für die „Adelsoper“ lediglich seinem Vater widersetzen wollen. Der Earl of Egmont vermerkte in seinem Tagebuch, wie sehr sich das fürstliche Brautpaar für Händels Musik interessierte:

“She landed on Sunday at Greenwich. [...] On Monday he went again to her, and they passed the evening on the water with music. […] The chapel was finely adorned with tapestry, velvet, and gold lace […] Over the altar was placed the organ, and a gallery made for the musicians. An anthem composed by Hendel for the occasion was wretchedly sung by Abbot, Gates, Lee, Bird and a boy.”

„Sie [Augusta von Sachsen-Gotha] erreichte am Sonntag [25. April] Greenwich. […] Am Montag ging er [der Prinz] wieder zu ihr und sie verbrachten den Abend auf dem Wasser mit Musik. […] Die Kapelle war mit Wandteppichen, Samt und Goldlitze edel geschmückt [...] Über den Altar wurde die Orgel gestellt und eine Galerie für die Musiker eingerichtet. Ein von Händel speziell für diesen Anlass komponiertes Anthem wurde jämmerlich gesungen von [John] Abbot, [Bernard] Gates, [George] Lee, [John] Beard und einem Knaben [vermutlich William Savage].“

Zum „Abend auf dem Wasser“ erklang sehr wahrscheinlich eine von Händels Wassermusik-Suiten. Bei der Hochzeitsfeier am Tag darauf war eine gewaltige Menschenmenge anwesend.
Die Oper Atalanta wurde, nach dreiwöchiger Kompositionsarbeit, am 22. April fertig. Händel hatte, wie gewöhnlich, das jeweilige Aktende mit dem Datum versehen: Fine dell Atto 1 | April 9. 1736. – Fine dell Atto 2do | April 14. 1736. – Fine dell’ Opera. G.F.H. April 22. 1736.
Die ursprünglich für den 5. Mai geplante Uraufführung verzögerte sich um eine Woche, da die Arbeiten für die prächtige Szenerie der Inszenierung nicht rechtzeitig fertig wurden, so eröffnete Händel die Saison kurzerhand mit einer Wiederaufnahme des Ariodante.
Dann – am 12. Mai 1736 – war es soweit: die Uraufführung von Atalanta zu Ehren der königlichen Vermählung im Covent Garden Theatre.
Besetzung der Uraufführung
- Atalanta – Anna Maria Strada del Pó (Sopran)
- Meleagro – Gioacchino Conti, genannt „Gizziello“ (Soprankastrat)
- Irene – Maria Caterina Negri (Alt)
- Aminta – John Beard (Tenor)
- Nicandro – Gustav Waltz (Bass)
- Mercurio – Henry Theodore Reinhold (Bass)

Bei der Oper Atalanta handelt es sich um eine Pastorale, ein fast wie ein Maskenspiel angelegtes Stück, das dem Fürsten von Wales schmeicheln sollte. Die Aufführung glänzte durch aufwändige Kulissen und Maschinerie:

“We hear Mr. Handel has compos’d a new Opera […] and as the Wedding was solemnized sooner than was expected, great Numbers of Artificers, as Carpenters, Painters Engineers. &c. are employed to forward the same, in order to bring it on the Stage with the utmost Expedition, and that several Voices being sent for from Italy, for that purpose, are lately arrived, who as we are informed, will make their first Appearance, in the Opera of Ariodante.”

„Wie wir erfahren, hat Händel eine neue Oper geschrieben […] und da die Hochzeit früher gefeiert wurde als erwartet, ist eine große Zahl von Handwerkern wie Schreiner, Maler, Ingenieure etc. damit beschäftigt, diese vorzubereiten, um sie so schnell wie möglich auf die Bühne zu bringen, und wir haben erfahren, dass einige aus Italien angeforderte Sänger kürzlich hier eingetroffen sind, die, wie uns gesagt wurde, erstmals in der Oper Ariodante auftreten werden.“

Händels neuer Star war Gizziello, ein Sopranist, und aus London berichtete der Dichter Thomas Gray an Horace Walpole in Cambridge über die Geschehnisse:

“It was hardly worth while to trouble you with a letter till I had seen somewhat in town; not that I have seen anything now but what you have heard of before, that is, Atalanta. There are only four men and two women in it. The first is a common scene of a wood, and does not change at all till the end of the last act, when there appears the Temple of Hymen with illuminations; there is a row of blue fires burning in order along the ascent to the temple; a fountain of fire spouts up out of the ground to the ceiling, and two more cross each other obliquely from the sides of the stage; on the top is a wheel that whirls always about, and throws out a shower of gold-colour, silver, and blue fiery rain. Conti I like excessively in everything but his mouth which is thus, [drawing]; but this is hardly minded, when Strada stands by him.”

„Es gab kaum Anlass, Euch mit einem Brief zu belästigen, bevor ich mich nicht ein wenig in der Stadt umgesehen hatte; nicht, dass ich irgendetwas anderes gesehen hätte als das, wovon Ihr bereits gehört habt, nämlich Atalanta. Es treten darin nur vier Männer und zwei Frauen auf. Zuerst spielt die Handlung in einer gewöhnlichen Waldkulisse; so bleibt es bis zum Ende des dritten Aktes, dann jedoch taucht der festlich erleuchtete Tempel des Hymen auf; eine gerade Reihe blauer Feuer lodert entlang des Aufgangs zum Tempel; eine Feuerfontäne springt vom Boden bis zur Decke auf, und zwei weitere kreuzen sich schräg von beiden Seiten der Bühne her; ganz oben befindet sich ein Rad, das ständig herumwirbelt und dabei einen goldenen, silbernen und blauen Funkenregen versprüht. Conti gefällt mir in jeder Hinsicht, bis auf seinen Mund, der so aussieht: [Zeichnung]; aber daran kann man sich kaum stören, wenn die Strada danebensteht.“

Charles Burney fiel auf, dass Händel für Conti seinen Stil änderte. Als Beispiel nannte er Non sará poco (Nr. 9) im ersten Akt: in dieser Arie seien, wie er sagt,

“[…] the base and accompaniments are of a modern craft, and, except the closes and two or three of the divisions, the whole seems of the present age.”

„[…] der Bass und die Begleitung modern gestaltet, und mit Ausnahme der engen Stimmführung und zweier oder dreier Verzierungen klingt das Ganze sehr zeitgemäß.“

Nur wenige Zeitgenossen Händels machten sich klar, wie klug er handelte, indem er seinen Stil dem Geschmack und dem Können der Künstler anpasste, ohne dabei irgendwelche Abstriche bei seinen dramatischen Idealen zu machen. Benjamin Victor berichtet von einer Aufführung der Atalanta, dass

“[…] at the appearance of that great prince of harmony in the orchestre, there was so universal a clap from the audience that many were surprised. […] As to the opera, the critics say, it is too like his former compositions, and wants variety.”

„[…] bei Händels Erscheinen im Orchestergraben das Publikum in so allgemeinen Beifall ausbrach, dass viele überrascht waren. […] Die Oper, so sagen die Kritiker, gleicht in zu hohem Maße seinen früheren Werken, ihr fehle die Abwechslung.“

Dennoch riefen die aufwändigen Kulissen, Transparente und das Feuerwerk uncommon Delight and Satisfaction („ungewöhnliche Freude und Befriedigung“) hervor.
Neben der kostbaren Ausstattung, die auch im Bühnenbild auf den feierlichen Entstehungsanlass Bezug nahm (besonders in der Schlussszene, die in Form eines Epilogs mit emphatischen Elogen auf das hohe Paar angelegt ist), war das Feuerwerk als besondere Attraktion auf offener Bühne vorgesehen, mit dem die Oper schloss. Dieses Arrangement hinterließ einen nachhaltigen Eindruck beim Publikum, und wenn um diese Zeit von der berühmten „Feuermusik“ Händels die Rede war, so betraf das diesen Schluss der Oper und nicht die spätere Feuerwerksmusik (HWV 351, 1749).
Die Opernspielzeit 1735/36 war Händels jemals kürzeste: Sie dauerte kaum länger als einen Monat und war seine letzte verheißungsvolle Saison, denn die folgende brachte ihm den völligen materiellen Ruin sowie einen Schlaganfall – den Wink des Todes – und beendete unwiderruflich seine Laufbahn als Operndirektor.
Nachdem Prinz Friedrich so lange zur Gegenpartei Händels gehörte (wahrscheinlich war die fast besessene Händel-Anbetung seiner Schwester, der inzwischen nach Holland verheirateten Prinzessin Anna, ein weiterer Grund dafür), war es keinesfalls selbstverständlich, dass Händel zu seiner Hochzeit eine festliche Oper schrieb. Von vielen wird angenommen, dass die Aufforderung von der deutschen herzoglichen Braut, der Prinzessin Augusta von Sachsen-Gotha, stammen konnte – sie gehörte nämlich auch weiterhin zu denjenigen, die Händel unterstützten. Die Adelsoper diente ihrerseits dem herzoglichen Paar mit einer Festa d’Imeneo betitelten festlichen Serenade – ohne besonderen Erfolg.
Atalanta errang im Gegensatz dazu großen Erfolg. Sie wurde achtmal nacheinander bis zum 9. Juni aufgeführt und im November – auf ausdrücklichen Wunsch des Thronfolgerpaares – zweimal wiederholt. Händel gelang es, Friedrich endgültig für sich einzunehmen. Großen Anteil am Erfolg hatten die zwei großartige Sänger: Anna Maria Strada del Pó, die die Titelpartie sang und eine der bedeutendsten Persönlichkeiten in Händels Laufbahn war, und der erst 18-jährige Kastrat „Gizziello“, den Domenico Gizzi ausgebildet hatte. Händel hatte bislang stets für Mezzosopranisten oder Altisten, wie z. B. Senesino komponiert und somit stellte das Engagement des Sopranisten Gizziello eine Neuerung in seiner bisherigen Arbeit dar. Für Gizziello schrieb Händel als einzigen Kastraten ein Hohes C vor, in besagter Arie Non sarà poco.
Der besondere Anlass und der große Erfolg motivierten Händel und den Musikverleger John Walsh, die gedruckte Partitur der Oper erscheinen zu lassen und für die Herausgabe eine Subskriptionseinladung zu veranlassen. 195 Exemplare wurden subskribiert – das galt als Erfolg –, und die Partitur erschien am 9. Juni, am Tag der letzten Frühlingsaufführung der Oper. Für den Komponisten wurden an diesem Tag zwei erfolgreiche Monate abgeschlossen – kaum ein Jahr vor der größten Krise seines Lebens.
Das Geheimnis des Erfolges der Oper, ihres bis heute wirksamen Charmes, ist wahrscheinlich, dass der vielseitige, sich auf Farben und Mengen verstehende, zu tiefer und nuancierter Menschendarstellung fähige und auch für die Tragik sehr empfängliche Meister genau den Ton gefunden hat, das spezifische Gewicht, mit dem ein derartig stilisiertes, sogar etwas gekünsteltes und doch nettes Libretto auf die Opernbühne gestellt werden kann.

## Libretto

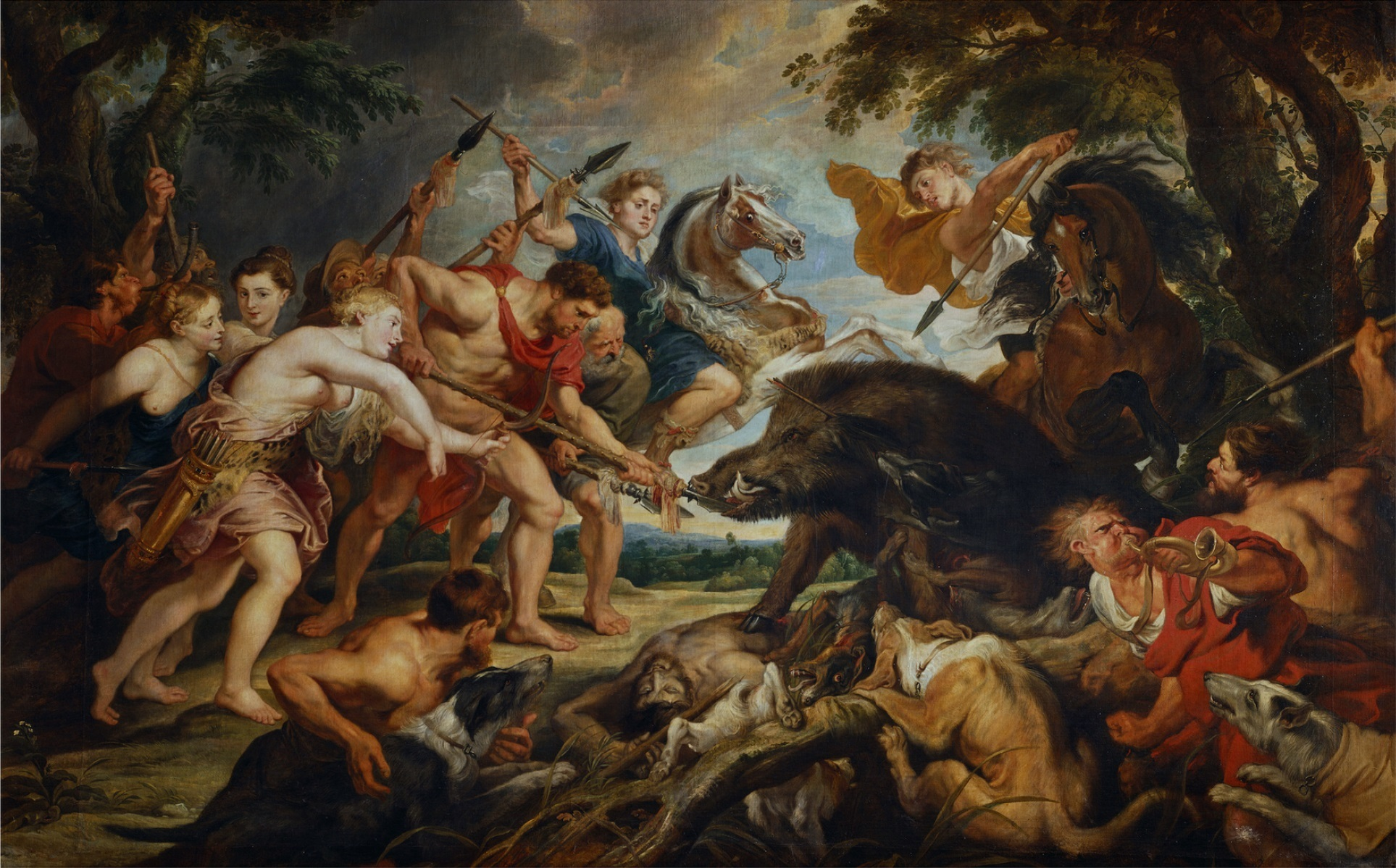
Jagd des Meleager und der Atalante, Peter Paul Rubens, 1616/20

Das Textbuch, welches ein unbekannter Verfasser nach Belisario Valerianis La caccia in Etolia (1715 mit Musik von Fortunato Chelleri in Ferrara uraufgeführt) verfertigte, ist ein bukolisches Hirtenspiel: Es handelt im mythischen Arkadien, im Kreis vermeintlicher und wirklicher Hirten und Schäferinnen, die außer der Liebelei und der Jagd keine erwähnenswerte Tätigkeit ausüben. (Händel greift nach einer seiner ersten Londoner Opern, des später zweimal bearbeiteten Il Pastor fido (1712), jetzt zum zweiten Mal zu einem Libretto solcher Art.) Wir wissen nicht, wer der Bearbeiter von Händels Vorlage war, wenn es überhaupt einen gab. Da er in solchen Angelegenheiten immer die Führung innehatte, ist es gut möglich, dass er selbst das Textbuch modifiziert hat. Die Änderungen bestehen bei Atalanta in erster Linie aus Kürzungen, die aber kaum Einfluss auf die Handlung haben, aber auf Händels Technik ein Licht werfen, wie man das Drama „schärfen“ kann. Von den 24 Arien der Vorlage, finden sich in Händels Partitur 18 wieder.
Atalanta ist auch deshalb keine regelrechte Oper, weil ihr dritter Akt durch einen Deus ex machina, in Form des Gottes Merkur, in eine aktualisierende Bühnenfeier, eine sogenannte „Licenza“, also einem Epilog, der eine Verbindung zwischen der gezeigten Handlung und dem Anlass der Aufführung herstellt, mündet: Die bisherige Bühnengeschichte wird plötzlich in Anführungszeichen gesetzt, und die Herausforderungen und das letztendliche Glück der dargestellten Personen werden zur Allegorie, zum Vorbild, zum „himmlischen Abbild“ des von Tugenden umgebenen königlichen Ehebündnisses. Händel hatte also den Ton für diese Hirten-Traumwelt gefunden: er ist natürlich, heiter und leicht, obwohl es ihm an Mitgefühl für die Helden der Geschichte nicht fehlt. Er teilt ihren Schmerz und ihren Gram – doch ihre musikalische Persönlichkeit kann im Ganzen doch nicht mit einem „wirklichen“ Händel-Helden verglichen werden.
Den bei der Wahl seiner Textbücher immer anspruchsvollen – die Art des zu vertonenden Stückes offensichtlich persönlich entscheidenden – Händel, könnte die Aufgabe gereizt haben, dem Thronfolger, den er auf seiner Seite sehen wollte, zu zeigen, dass ihn auch ein leichtes, spielerisches Libretto dazu inspiriert, solche Musik zu schreiben, die dem von ihm gewohnten Niveau entspricht. Es gelang ihm unbedingt, dieses Ziel zu erreichen, obwohl das Textbuch – noch über die der Gattung eigenen Stilisierung hinaus – gekünstelt, fragmentarisch und manchmal sogar ein bisschen kindisch ist und die Konflikte statisch wirken: so, wie sie am Ende des dritten Aktes gelöst werden, hätten sie auch schon im ersten Akt gelöst werden können; dass das Ende des zweiten Handlungsfadens, Irene/Aminta, einfach fehlt; oder an die zum Lächeln zwingende und eigentlich völlig überflüssige Lösung, dass Meleagro in wütender Verzweiflung einschläft. Das Libretto hat aber, trotz aller Naivität und Fehler, eine spezielle Rundheit und Anmut – und gerade das ist es, was Händel erkennt und mit musikalischen Mitteln verstärkt, wie beispielsweise das zweite, bürgerliche Paar auch über weniger Erhabenheit verfügt als das königliche. Irene stellt Aminta mit kalter Grausamkeit auf die Probe; und als er sie eifersüchtig macht, ist ihre Eifersucht maßlos alltäglich. Aminta ist von kleineren Fehlern belastet: Seine Treue ist heldenhaft, doch sein Selbstmordversuch weist auf Schwäche hin, sein Ausbruch im zweiten Akt ist unentschlossen und hysterisch, und auch er ist – wenn auch nur der Antwort wegen – um eine kleine Heuchelei nicht verlegen. Und wenn wir Irene glauben können, steht ihr ein wenig Nutznießerei nicht fern. Im Allgemeinen: Während die Unglückseligkeit des Atalanta/Meleagro-Paares voll und ganz die Folge äußerer Gründe ist (das gegenseitige Nichterkennen und die gesellschaftlichen Konventionen), trägt das Irene/Aminta-Paar selbst die Schuld für seine Heimsuchungen. Das königliche Paar kann umso weniger negative Eigenschaften haben, da sie dem „irdischen“ Thronfolgerpaar entsprechen. (Nur Meleagro wird für einen Moment weniger sympathisch, als er Irene ausnützt, da er meint, dass sie in ihn verliebt ist.)
Nach den zehn Vorstellungen im Jahre 1736 unter Händels Leitung, wurde Atalanta erst am 17. Juli 1970 in Hintlesham (Suffolk) wieder aufgeführt. Diese Freiluft-Produktion der Kent Opera in englischer Sprache (Textfassung: Laura Sarti und Norman Platt) wurde von Roger Norrington geleitet.
Die erste Wiederaufführung des Stückes in Originalsprache und historischer Aufführungspraxis sah man in Szombathely (Steinamanger) am 13. August 1984 mit der Capella Savaria unter der Leitung von Nicholas McGegan.

## Handlung

### Historischer und literarischer Hintergrund
Die Handlung der Oper basiert auf der u. a. in Ovids achtem Buch der Metamorphosen überlieferten Jagd nach dem Kalydonischen Eber. Der riesenhafte Eber kann von Meleagros erst erlegt werden, nachdem ihn die mutige Jägerin Atalanta mit einem Pfeil verwundet hat. Vor diesem Hintergrund entspinnt sich eine weitgehend neu erfundene Liebesgeschichte zwischen Atalanta und Meleagro einerseits sowie Aminta und Irene andererseits.

### Erster Akt
König Meleagro von Ätolien lebt unter dem Namen „Tirsi“ als Schafhirte unter Hirten und genießt sein Leben auf dem Lande, weit weg von den Sorgen des Staates. Er ist sehr verliebt in die Jägerin „Amarilli“, von der er nicht weiß, dass sie die Prinzessin Atalanta ist. Er trifft sich mit Aminta, einem echten Hirten, der verzweifelt in die Schäferin Irene verliebt ist, die jedoch, als sie erscheint, nichts anderes tut, als Aminta zu verhöhnen. Er erklärt, dass er bereit sei, ihr immer treu zu sein und sogar für seine Liebe zu sterben.
Nicandro, Irenes Vater und Meleagros Freund, erklärt Meleagro, dass auch Irene Aminta wirklich liebt, sie sich aber versichern will, dass er ihr treu bleiben wird.
Prinzessin Atalanta von Arkadien, die sich als Jägerin verkleidet aufs Land zurückgezogen hat, tritt nun unter dem Namen „Amarilli“ auf. Alle bereiten sich auf die Jagd vor, aber Atalanta erlaubt „Tirsi“ (Meleagro) nicht, während der Jagd an ihrer Seite zu bleiben, um sie zu schützen, obwohl sie in ihn verliebt ist. Als ein Eber aus dem Wald kommt, will Aminta sich ihm todessüchtig in den Weg stellen, so verzweifelt ist er über Irenes scheinbare Ablehnung, aber die anderen halten ihn davon ab. Nachdem Meleagros Pfeil den Eber verfehlt hat, trifft aber Atalanta und sie freut sich über ihren Triumph.

### Zweiter Akt
Alle feiern Atalantas Triumph, den Eber erlegt zu haben, aber sie selbst ist traurig, weil sie in „Tirsi“ verliebt ist, denn sie kann als eine (verkleidete) Prinzessin den einfachen Hirten „Tirsi“ nicht heiraten. Sie weiß ja nicht, dass dieser in Wirklichkeit König Meleagro ist. Dieser hört, wie sie über diese unglückliche Situation nachdenkt, und versucht, sie über seine wahre Identität aufzuklären. Da beide aber sehr schüchtern sind, gelingt es nicht, die Sache aufzuklären. Derweil gibt Irene vor, in „Tirsi“ (Meleagro) verliebt zu sein, womit sie aber nur versucht, Aminta weiter zu quälen. Meleagro übergibt Irene ein Band und bittet sie, es Atalanta zu überbringen und ihr zu sagen, wie sehr er sie liebe.
Irene zeigt Aminta das Band, das Meleagro ihr mitgegeben hat und gibt vor, dass sie wirklich in Meleagro verliebt ist. Aminta protestiert gegen diese Grausamkeit. Kaum hat sich Aminta beruhigt, kommt „Amarilli“ und fleht um seine Hilfe. Sie gesteht ihre Liebe zu „Tirsi“ und bittet Aminta, diesem einen Speer zu überreichen, ohne ihren Namen zu erwähnen. Meleagro weiß, dass sie wirklich in ihn verliebt ist und ist recht fröhlich, aber Atalanta fühlt, dass ihre Pflicht sie daran hindern wird, ihm jemals ihre Liebe zu gestehen.

### Dritter Akt
Irene überreicht „Amarilli“ das Band, das „Tirsi“ ihr mitgab. Atalanta ist gerührt und lässt Meleagro wissen, dass er durch Aminta alles über sie erfahren kann.
Dann trifft Irene auf Aminta, der beschließt, der Intrige seiner Geliebten ebenso eine solche entgegenzusetzen, indem er den Speer für Meleagro, den Atalanta ihm gegeben hat, zur Schau stellt. Aminta äußert, dass Atalanta ihm den Speer gegeben habe, weil sie in ihn verliebt ist und er sie auch liebt. Darüber ist Irene wütend, und Meleagro, der das Ganze insgeheim beobachtet und mitgehört hat, ist verzweifelt. Als Irene behauptet, dass sie die ganze Zeit in Aminta verliebt war, ist Meleagro zutiefst verstört, fühlt sich allein und schläft erschöpft von all den emotionalen Turbulenzen ein.
Als Atalanta auftritt, sinniert sie über den seltsamen Zufall, dass das Band, das ihr der Hirte „Tirsi“ geschickt hatte, dem Band von König Meleagro, der es einst von ihrem Vater bekam, gleicht. Da wacht Meleagro auf und Atalanta kann sich nicht mehr zurückhalten: sie gesteht ihm ihre Liebe und sie umarmen sich.
Als Nicandro, Irene und Aminta dazu kommen, klären Irene und Aminta alles auf und machen ihre Liebe öffentlich. Nicandro erzählt dem Hirten „Tirsi“, dass die Jägerin „Amarilli“ in Wirklichkeit Prinzessin Atalanta ist und Atalanta, dass „Tirsi“ in Wirklichkeit König Meleagro ist. Nun steht ihrer Hochzeit nichts mehr im Wege und beide Paare sind glücklich.
Der Himmel teilt sich und Merkur, der Bote Jupiters, steigt auf einer Wolke herab. Merkur überbringt dem Königspaar den Segen seines Herrn und sichert ihnen persönliches Glück und die Liebe ihres Volkes zu. Allgemeiner Jubel, Feierlichkeiten und ein Feuerwerk schließen die Oper.

## Musik
Die Musik der Atalanta hat, obwohl es sich um ein Gelegenheitsstück handelt, keinesfalls nur Gelegenheitswert. Händel macht sorgfältig Unterschiede zwischen den Arientexten, deren Gültigkeit sich nicht über die gegebene Situation erstreckt, und zwischen denjenigen, in welchen der jeweilige Protagonist uns im gegebenen Augenblick authentisch und mit überzeugender Kraft einen Menschentypus oder ein grundlegendes Gefühl, eine Leidenschaft, übermitteln kann. Diese Arien komponiert er mit der größten Invention, mit der größten künstlerischen Kraft; in den übrigen erhalten, im Gegensatz dazu, die konventionellen Mittel mehr Raum. Abgesehen von den beiden Duetten bekommen alle vier Hauptdarsteller der Oper eine oder zwei solche „Schlüsselarien“. Außer der großen Klage-Arie der Titelheldin Atalanta im zweiten Akt Lassa! Ch’io t’ho perduta (Nr. 11) ist auch ihre den dritten Akt eröffnende hoffnungsvolle Arie Bench’io non sappia ancor (Nr. 19) sehr kraftvoll. Auch hoffnungsvoll, aber ganz anderen Charakter tragend, ist die schon erwähnte Arie Meleagros Non sará poco im ersten Akt. Hervorzuheben sind noch die Kampf-Arie Amintas Di’ ad Irene, tiranna (Nr. 15), Irenes Kälte-Arie Soffri in pace il tuo dolore (Nr. 14) und ihre Eifersuchts-Arie Ben’io sento l’ingrato (Nr. 21).
Besondere Perlen der Oper sind die beiden ergreifend schönen Duette. In der Gattung der Opera seria waren Duette oder noch größere Soloensembles keinesfalls häufig; zwei bedeutende Duette innerhalb von drei kurzen Aufzügen, das steht auf jeden Fall weit über dem Händelschen Durchschnitt. Selbstverständlich ist, dass beide vom ersten Paar gesungen werden, doch Händel lässt, mit feinem Gleichgewichtsgefühl, auch dem anderen Paar wenigstens ein ungewohntes kleines „Duettrezitativ“ (dritter Akt, sechste Szene) zukommen.
Zu einem besonderen Traditionskreis gehört das Finale der Oper. Eine derartige „Licenza“ ist bei Händel eine große Seltenheit, doch die Hofkomponisten des Kontinents, hauptsächlich die in Wien tätigen, schrieben für verschiedene Anlässe häufig derartige Epiloge. (Il Porno d'oro von Antonio Cesti wurde z. B. ebenfalls für Wien, 1666, zur Hochzeit Kaiser Leopolds I. angefertigt). Die Licenza der Atalanta enthält außer einem Accompagnato-Rezitativ und der folgenden Arie ihrer Gattung entsprechend nur Chöre und Orchestersinfonien, also jubilierende Stücke. Die Rolle des Chores hat nichts mit seiner größeren Bedeutung in den späten Händel-Oratorien zu tun. Doch auch so erklingt der Chor mit Händelscher Kraft und gemeinsam mit den wunderbaren Arien, den sprühenden Sinfonien und der großartigen Steigerung – und natürlich den Sehenswürdigkeiten auf der Bühne: den Bühnenmaschinerien, den aufwändigen Kulissen, den bewegten Massenszenen, dem in London noch lange erwähnten Feuerwerk – bildet sie vielleicht die sehenswürdigste Grundlage eines Opernfinales von Händel.
Die Ouvertüre ist ein dreiteiliges Stück, welches im glänzenden D-Dur der Trompete geschrieben wurde. Der erste Abschnitt ist eine feierliche, in punktiertem Rhythmus stehende französische und langsame Einleitung, der zweite ein Allegro im Dreivierteltakt, zu dessen grandioser Wirkung der ständige Wechsel, die Konfrontation der geraden und ungeraden Takte sowie die obligaten Oboen, die die Stimmenzahl auf sieben erhöhen, beitragen. Der dritte Teil, das Andante, ist graziöse Musik in der Art einer Gavotte.

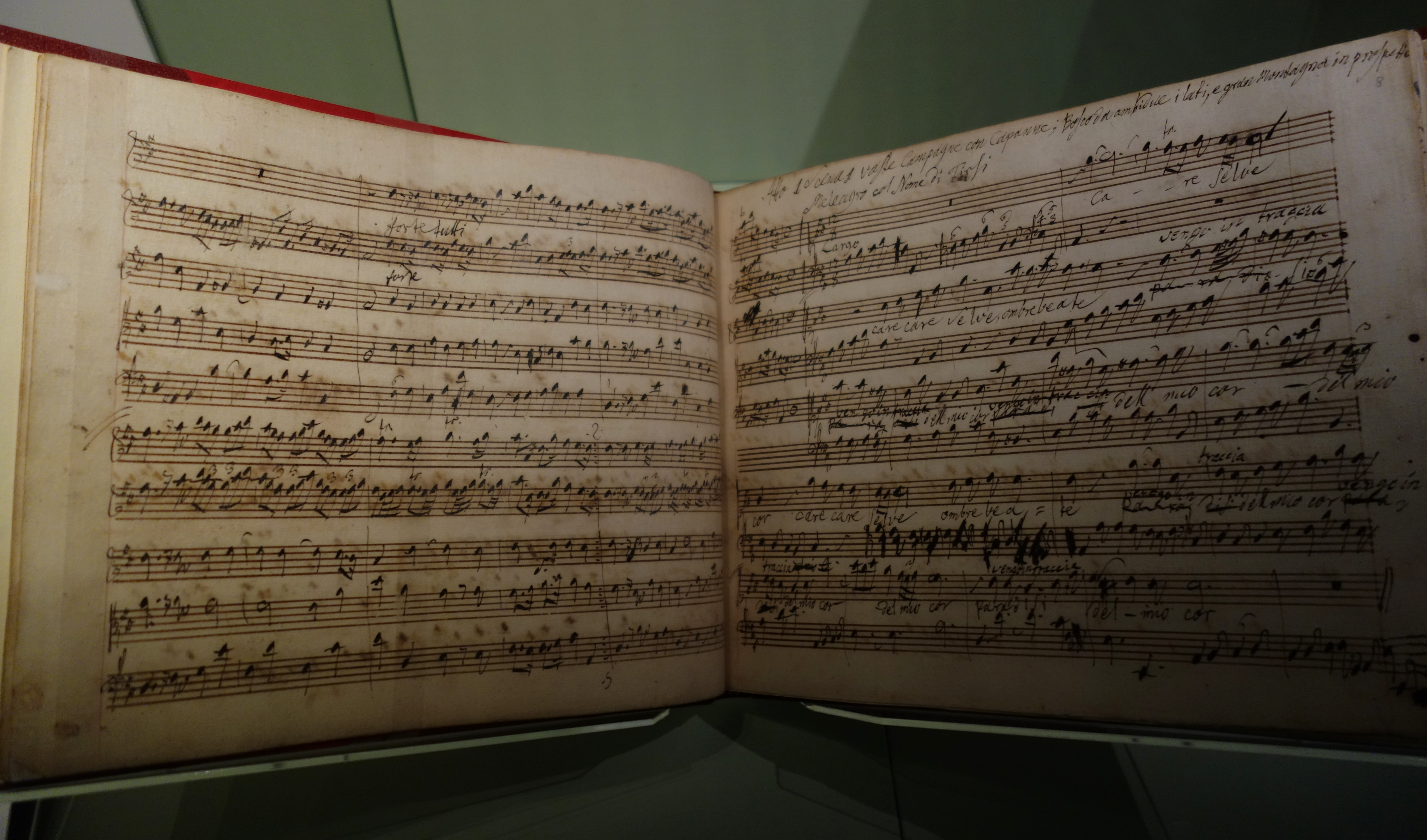
Das Ende der Ouverture und der Beginn des ersten Aktes in Händels Manuskript: Care selve, ombre beate (British Library, London)

Die erste Gesangsnummer der Oper ist das breitangelegte Arioso Meleagros Care selve, ombre beate (Nr. 1) mit Continuo-Begleitung, welches gleichzeitig die Schönheit der Natur begrüßt und den herumirrenden Verliebten vorstellt. Nach dem Treffen mit Aminta und Irene spornt Meleagro in seiner B-Dur-Arie Lascia ch'io parta solo (Nr. 2) Irene väterlich dazu an, sich Aminta gefällig zu erweisen. Diese erste regelrechte Arie exponiert sofort den leichten und anmutigen Grundton der ganzen Oper. Der Grundrhythmus ist tänzerisch, menuettartig – aber doch kein regelrechtes Menuett: Die aus 23 Takten bestehende instrumentale Einführung gilt bei Händel, dem Meister der langatmigen Melodien, als Seltenheit. Sie beginnt mit dreitaktig gegliederten „Melodienreihen“, doch dann schlängelt sie sich bis zum 23. Takt, ohne jeden Ruhepunkt oder Zäsur, unaufhaltsam weiter; eine wahrhaftig „unendliche Melodie“. Im Hauptteil der Arie spielt ein aus vier Tönen bestehendes, verzierungsmäßiges, keckes Motiv eine große Rolle. Die längste vokale Fioritur fällt – nicht zufällig – auf das Wort „leggiadra“ (anmutig).
Dem kurzen Wortwechsel zwischen Irene und Aminta folgt die A-Dur-Arie Amintas S'è tuo piacer, ch'io mora (Nr. 3). Die kurze Arie schlägt einen unverfälschten Rokokoton an. Die dauernde sequenzierende Wiederholung des zweiten Taktes des Grundgedankens macht die Arie gekünstelt, geziert. Das verrät auch, dass die aus Gekränktheit stammende Todessehnsucht Amintas ein bisschen affektiert ist, nicht wirklich ernst genommen werden muss, auch dann nicht, wenn er später so tut, als ob er sich vor das wütende Wildschwein werfen wollte. Dann folgt Nicandros c-Moll-Arie Impara, ingrata (Nr. 4). Nicandro hat in dem Stück eine kleine Rolle, er ist eine Charakterfigur. Händel versäumt die einzige Gelegenheit nicht, einen seiner Protagonisten mit komischen Mitteln darzustellen. Der Text des schimpfenden Vaters beginnt mit dem Wort „impara“ („lerne“) wegen der Grausamkeit Irenes Aminta gegenüber. Hier zeichnet Händel mit eckigen Rhythmen, einem ständig zurückkehrenden Unisono-Trillermotiv – welches die Bewegungen eines Lehrers signalisiert, der seinen Worten durch Gestikulieren Nachdruck verleihen will – und je einem riesigen Intervallsprung das Bild eines ungelenken Schulmeisters. Im kurzen g-Moll-Mittelteil taucht aber hinter der komischen Maske, innerhalb eines Augenblickes, der verständnisvolle, die Treue Amintas hochachtende Mensch auf.
Irene ist vorläufig unbeugsam. Ihre Arie Come alla tortorella (Nr. 5) widerspiegelt aber nicht so sehr diese Unbeugsamkeit, sondern eher die von Irene angewandte Metapher: das Schmachten der Turteltaube. Besonders schön ist die liebliche Naivität der Siciliano-Charakter tragenden, doch mehrmals innehaltenden Arie: Die Taube wird durch ein flügelschlagähnliches Motiv, eine aufwärtssteigende Triolenreihe, versinnbildlicht. Das Schmachten, Seufzen wird durch Abbrechen, zahlreiche Pausen und Anhalten dargestellt. Im nächsten Augenblick erscheint Atalanta, als letzte unter den Darstellern des Stückes, doch inmitten prachtvollster Äußerlichkeiten. Die die Jagd liebende weibliche Hauptdarstellerin trifft natürlich inmitten von Pferdegetrappel und anregend wirkender Jagdmusik ein. In einem energischen Arioso, welches von Jagdmusik begleitet wird, die in den Streichern und den Oboen erklingt, fordert sie die Hirten auf, ihre Plätze einzunehmen. Der Höhepunkt des ersten Aktes, die Jagdszene, beginnt. Es kommt zum kleinen Zwischenspiel von Meleagro und Atalanta, dem Selbstmordversuch Amintas und dem Erlegen des Wildes. (Inzwischen erklingt für einen Augenblick die Jagdmusik wieder.) Dann singt Atalanta ihre erste A-Dur-Arie darüber, dass ihr der Sieg die innere Ruhe nicht beschert habe: Riportai gloriosa palma (Nr. 8). Die von den Violinen begleitete perlende virtuose Arie ist ein meisterhafter Dialog zwischen Instrumental- und Gesangsstimme im Rhythmus einer Gigue. Diese Arie ist das großartige Porträt des „Amazonengesichtes“ Atalantas.
Dann setzt dem ersten Akt die F-Dur-Arie Non sarà poco (Nr. 9) die Krone auf. Diese virtuose Sopranarie hat unerschöpflich abwechslungsreiche Koloraturen und Synkopenrhythmen, welche die freudige Hoffnung Meleagros darstellen. Der nach a-Moll modulierende Mittelteil unterstreicht mit großartiger Steigerung, die zu einem hohen a führt, die Wichtigkeit des Wortes „costanza“ („Standhaftigkeit“). Die Arie stellt, gesangstechnisch und ihren Stimmumfang betreffend (der Gipfelpunkt ist ein dreigestrichenes C), den Protagonisten vor eine sehr schwere Aufgabe.
Der zweite Akt beginnt mit einem Chor Oggi rimbombano di feste (Nr. 10), der wieder tänzerischen Charakter hat. Der rustikale Klang wird durch Hörner bekräftigt. Das ziemlich umfangreiche, bunte, fröhliche, festliche Tableau wird durch den Schwung des Galliarde-Rhythmus bewegt. Einen scharfen Kontrast zum Eröffnungsbild bringt die darauffolgende leise Klage Atalantas. Ihre c-Moll-Arie Lassa! Ch’io t’ho perduta (Nr. 11) ist vielleicht einer der innigsten, ergreifendsten Momente der ganzen Oper. Der Komponist identifiziert sich hier aufrichtig mit seiner hinfälligen Heldin, in der wir die vorherige kämpferische Amazone kaum wiedererkennen können. Es weist auf die wirkliche Größe Händels hin, dass er, der jede Schablone und Konvention kennt und mit erstaunlicher Leichtigkeit anwendet, wenn es nötig ist, völlig individuell und authentisch werden kann. Die zarten Synkopen der Violinen strahlen diesmal echte Teilnahme aus; die Worte oh bella, dol(ce) in einem gebrochenen, verminderten Akkord seufzen nach der unwiederbringlichen Vergangenheit. Die gegen Ende des Hauptteiles erklingende schmerzhafte Dissonanzreihe wirkt so frisch, als ob es sich nicht um einen der alltäglichsten barocken Gemeinplätze handeln würde. Diesmal enthält auch der mittlere Teil der Arie besondere Schönheit: die besonders inspirierte musikalische Darstellung von „piangendo“ („weinend“).
In der nun folgenden tragikomischen Szene des „Nichtverstehens“ zwischen Atalanta und Meleagro wechselt diese aus einem rezitativischen Dialog plötzlich in ein inniges Duett über: Amarilli? – Oh Dei, ehe vuoi? (Nr. 12, G-Dur). Das ist einer der schönsten Augenblicke der Oper und einer der kompliziertesten, die Menschendarstellung betreffend: Während sich unsere Helden mit Worten, bis ins Komische gehend, nicht verstehen, verrät die leidenschaftliche, schon fast schamlose Umarmung der Gesangsstimmen, unabhängig vom Libretto, dass zwischen ihnen auf einer viel wichtigeren und höheren Ebene das volle Verständnis schon zustande gekommen ist. Auf diese Weise antizipiert Händel – mit musikalischen Mitteln – an diesem Punkt schon den glücklichen Ausgang. Nach der Übergabe des Bandes singt Meleagro eine von Violinen begleitete, sehr virtuose, bewegte A-Dur-Arie Sì, mel raccorderò (Nr. 13), deren Text die momentane Unklarheit in der Beziehung zu Irene gut widerspiegelt. Die folgende Es-Dur-Arie Irenes Soffri in pace il tuo dolore (Nr. 14) ist galante, stilisiert gefühlvolle Musik, der das mehrmals zurückkehrende Unisono von Gesang und Violine eine spezielle Farbe verleiht. Der Übergabe des Pfeiles folgend, erklingt das mit meisterhafter Beobachtungsgabe der Seelendarstellung geschriebene Porträt Amintas Di ad Irene, tiranna (Nr. 15, g-Moll). Die Arie folgt getreu jeder Regung des Verhaltens eines seine Selbstbeherrschung verlierenden, zwischen Zweifeln schwankenden Verliebten. Als er seine Liebste für schlecht hält, verliert er in seiner Wut auch die musikalischen Proportionen und wiederholt, wie eine kaputte Musikmaschine, immer wieder den gleichen Takt. Dann bemerkt er, was er sagt, und bricht für einen Moment zusammen: Das bringen ein Adagio-Takt und eine Fermate zum Ausdruck. Er beruhigt sich, dann fängt er wieder an zu toben und bricht nun auf das Wort „tiranna“ („Tyrann“) in eine leidenschaftliche Fioritur aus, der dann wieder bestürztes Schweigen folgt. Einen wunderbaren Kontrast dazu bildet der im Mittelteil aufblitzende, abgeklärte, hoffnungsvolle Ton.
Nach Atalantas erneuter Zurückweisung folgt die B-Dur-Arie Meleagros M'allontano, sdegnose pupille (Nr. 16). Meleagro ist, wie bisher, auch jetzt nicht völlig verzweifelt, sondern reagiert eher zynisch als schmerzhaft. Das verkörpert die ständig bewegte Arie mit einer galanten, plaudernden Melodie. Der Mittelteil weicht diesmal auch in der Instrumentierung vom Hauptteil ab: das begleitende Ensemble erweitert sich von einer einfachen Violinstimme auf alle Streicher, die den sich während dieser paar Takte aufrichtig erschließenden Meleagro statt in ständiger Bewegung mit gleichmäßigen Achteln und zarten Harmonien begleiten. Sang doch Irene über die schmachtende Taube, steht es nun Atalanta zu, sich in einer Gleichnis-Arie („aria di paragone“) auszudrücken: Sie vergleicht ihre Liebe mit der Sehnsucht eines Bergbaches nach dem Weg zum Meer: Se nasce un rivoletto (Nr. 17, D-Dur). Das ist auch musikalisch mit kraftvoller Stilisierung gemacht. Die Einführung ist fein ziselierte französische Tanzmusik: Später erklingt manchmal das Echo der hohen Berge, und auch das Schlängeln des Bächleins wird hörbar.
Zu Beginn des dritten Aktes – nachdem Atalanta aus den Händen Irenes das Geschenk Meleagros übernommen hat – singt auch sie ihre Hoffnungsarie in B-Dur Bench’io non sappia ancor (Nr. 19). Diese innige Musik weicht von der energischen Hoffnung Meleagros, die den ersten Akt beschloss, ab. Die Gesangspartie bewahrt – obwohl in der Orchesterbegleitung dauernd punktierte Rhythmen erklingen, Gesangsstimme und Orchester häufig mit schnellen Triolen antworten – immer ihren direkten, aufrichtigen Ton. Nachdem Aminta bemerkt hat, dass es am besten sei, Irene mit ihren eigenen Waffe zu schlagen, ist nun er an der Reihe, leichthin festzustellen, er liebe schon eine andere; das beinhaltet seine F-Dur-Arie Diedi il core ad altra Ninfa (Nr. 20). Weltmännische Leichtigkeit ist schon in den ersten zwei Takten des Violinen-Vorspiels, in den eleganten Punktierungen und den emporschnellenden Sextschritten. Dort, wo der Hirt die guten Eigenschaften seiner neuen Liebsten aufeinanderhäuft (più gentile, più amorosa, più vezzosa), finden wir genauso Motivwiederholungen wie in der Arie Meleagros im zweiten Akt, nur wird hier, da Aminta sehr nüchtern bleibt, das Metrum der Musik nicht gesprengt, im Gegenteil: Es fügt sich spielerisch ein. Eine feine Idee, dass gleichzeitig mit den lobenden Attributen in der bisher immer „non legato“ spielenden Violinstimme schmeichelnde Doppelbindungen erscheinen. Die List Amintas löst auch Irenes einzige, beängstigend wirkende f-Moll-Eifersuchtsarie aus Ben’io sento l’ingrata (Nr. 21), die die Bezeichnung „Andante e staccato“ trägt. Es ist interessant zu beobachten, wie die abgerissene, in großen Sprüngen fortschreitende Melodie durch die Veränderung von ein, zwei Tönen von Händel zu einer äußerst energischen, doch schon gesangsmäßigen Melodie gestaltet wird. Auf das Wort „raggirasi“ („wirbeln“) singt Irene auch zwei stürmische Koloraturen: einmal gemeinsam mit den Violinen, einmal allein. Eher schmerzhaft als stürmisch ist wiederum der nach c-Moll modulierende Mittelteil.
Danach folgt die „Schlafszene“ Meleagros. Zu dieser etwas naiven und eigentlich überflüssigen Lösung des in Wut Einschlafens – denn das Gespräch nach dem Erwachen Meleagros könnte auch dann genauso geführt werden, wenn sie sich wach treffen –, hat Händel auf jeden Fall das Mittel gefunden, um sie musikalisch zu nutzen: es bietet die Gelegenheit für das kurze Arioso Atalantas Custodite, dolci sogni (Nr. 22), in dem sie über den Schlaf Meleagros wacht, mit der wunderbaren rührenden Wendung von A-Dur ins weiche a-Moll, die eigentlich das Schicksal Atalantas und Meleagros entscheidet. Für Atalanta gibt es keinen Stillstand mehr. Das gegenseitige Geständnis erklingt, und siehe, auch das zweite Paar tritt, sich an den Händen haltend, ein. Alles kommt in Ordnung: Nicandro begrüßt in einer kurzen, doch bravourösen C-Dur-Arie Or trionfar ti fanno (Nr. 23) die Liebe und die Fröhlichkeit. Die Arie wurde nicht in der gebräuchlichen Da-Capo-Form geschrieben, sondern in einer AABB-Struktur. Danach bleiben nur noch ein interessantes, aus einigen Worten bestehendes Duettrezitativ und das große Schlussduett des ersten Paares Caro/Cara, nel tuo bel volto (Nr. 24b, B-Dur).
Anders als das Sprechtheater konnte die Oper durch die freie Wahl der Stimmlage eine Utopie entwerfen – den Traum von einer Gleichheit von Mann und Frau, von einer erotischen Anziehungskraft, die nicht aus Unterwerfung, sondern aus Übereinstimmung erwuchs. Besonders gern spielte Händel mit der Faszination dieses Gleichklangs in den Liebesduetten und komponierte sie so, dass der Zuhörer alsbald die Orientierung darüber verlor, wer in der permanenten Umschlingung der Stimmen, buchstäblich gesprochen, gerade oben oder unten zu finden war.
Ein Paradebeispiel für diese Kompositionsweise ist das Duett zwischen Alalanta und Meleagro, das Händel kurz nach der Uraufführung anstelle der eigentlich vorgesehenen Bravourarie Meleagros ans Ende der eigentlichen Handlung setzte, bevor Merkur am Himmel erschien und die große Schlussapotheose zum Lobe der britischen Nation und ihres Königshauses einleitete. Es ist eines der wenigen Duette, die Händel für eine Sopranistin und einen Soprankastraten schrieb, und er nutzte die Stimmgleichheit weidlich aus. Das Duett beginnt mit einer schmachtend-süßen Vorhaltdissonanz b' – c" in einer scheinbar frei improvisierenden Kadenz; danach macht Meleagro mit einem längeren solistischen Abschnitt den Anfang, den Atalanta sogleich wörtlich wiederholt. Auch die immer wieder spielerisch eingeworfenen Floskeln „Caro“/„Cara“ („Geliebter“/„Geliebte“) sind ausnahmslos wie ein Echo, d. h. immer als wörtliche Wiederholung komponiert. Von nun an scheinen die Rollen klar verteilt; Atalanta (oben) und Meleagro (unten) singen in parallelen Terzen oder Sexten wie etwa in den beiden großen Koloraturen im A-Teil zu dem Wort „amore“. Was sich dann aber in den Takten 44 bis 47 abspielt, ließe sich als ein kleines verliebtes Ringen darum hören, wer in dieser Beziehung die Oberhand zu behalten gedenkt; denn plötzlich verweist Meleagro Atalanta in die Unterstimme, indem er ihren Einsatz nicht in „seiner“ Lage beantwortet, sondern vermittels eines Oktavsprunges über ihren setzt. Das kann Atalanta nicht auf sich sitzen lassen: Kaum hat sie ihren geplanten Melodieabschnitt zu Ende gesungen, springt sie ebenfalls auf das g", mit dem Meleagro seine Attacke gestartet hatte, und schickt ihn wieder dorthin, wohin er ihrer Überzeugung nach gehört. Ähnliches wiederholt sich noch einmal später, wenn Atalanta und Meleagro Haupt- und Nebenstimme gegeneinander austauschen und erst Meleagro die Oberstimme singt, dann Atalanta, bevor sie sich zu einer vier Takte währenden Terzenseligkeit zusammenfinden.
Doch die Schlussszene steht noch bevor. Nach einigen Takten Einführungsmusik ergreift der sich vom Schnürboden herablassende Merkur das Wort; seine göttliche Beschaffenheit äußert sich darin, dass sein Rezitativ kein gewöhnliches Secco, sondern ein Accompagnato ist. Über die Tugend und die Prüfung singt der geflügelte Gott in einer anmutigen, beweglichen C-Dur-Arie Sol prova contenti (Nr. 26). Dann übernimmt endgültig das Spektakel die Führung. Der erste Chor Dalla stirpe degli Eroi (Nr. 27) preist die Ahnen der Verlobten: Charakterlich steht er dem Eröffnungschor des zweiten Aktes nahe. Nach dem B-Bur des Schlussduetts und dem C-Dur Merkurs erheben wir uns hier schon bis G-Dur, dann, nachdem Merkur in einem kurzen Rezitativ das Zeichen für den allgemeinen Freudenjubel gegeben hat, erreichen wir endlich wieder das die Oper eröffnende und von den Trompeten geschmetterte D-Dur. Von hier an wechseln die Klangblöcke in schnellem Nacheinander ab. Zuerst jubelt die Menge auf Gridiam tutti, e viva! (Nr. 28), dann lassen die Trompeten eine prächtige Fanfare mit Paukenbegleitung erschallen. Der Hintergrund der Bühne öffnet sich, Freudenfeuer lodern auf. Da erklingt Musik im Gavotte-Rhythmus, zuerst in dem die Liebe preisenden Chor Viva la face (Nr. 30), dann – mit etwas vereinfachtem Bass – im vorigen Trompetenensemble. Diese beiden Gruppen lösen sich ab, bis sich schließlich alle Instrumente mit dem Chor vereinen und das turbulente Finale mit riesigem Jubel beendet wird: Con voce giuliva gridiam (Nr. 32).
Das Autograph überliefert einige Änderungen, die Händel bereits während der Vertonung vornahm. Die Arie Tu solcasti il mare infido (Nr. 24a) wurde dabei durch das beschriebene Duett Caro/Cara, nel tuo bel volto (Nr. 24b) ersetzt. Obgleich diese Arie noch im gedruckten Libretto angeführt wird, steht an ihrer Stelle im Ariendruck von Walsh bereits das Duett. Diese Arie ist hinsichtlich ihrer musikalischen Qualität ein hervorragendes Stück. Der Hauptteil der Arie ist ein mit hinreißendem Schwung und unwiderstehlicher Kraft ausbrechender Freudenjubel, der mit dem Bild des stürmischen Meeres verbunden ist. Rhythmisch weniger aktiv, doch harmonisch empfindlicher ist der in das parallele Moll modulierende Mittelteil.

## Struktur der Oper
Ouverture. – Andante. (2 Ob, Trp, Str, BC)

### Erster Akt
| Scena I    | 1. Arioso. Meleagro (BC) Care selve, ombre beate                           |
| Scena II   | Recitativo. Aminta, Meleagro Sempre ti lagni, oh Tirsi?                    |
| Scena III  | Recitativo. Irene, Aminta, Meleagro Ecco Aminta! agli inganni Tirsi?       |
|            | 2. Aria. Meleagro (2 Ob, Str, BC) Lascia ch’io parta solo                  |
| Scena IV   | Recitativo. Irene, Aminta Ch’io rimanga con te?                            |
|            | 3. Aria. Aminta (2 Vl, BC) S’è tuo piacer, ch’io mora                      |
| Scena V    | Recitativo. Nicandro, Irene Perche sospesa, oh figlia                      |
|            | 4. Aria. Nicandro (2 Vl, BC) Impara, ingrata, ad esser men crudele         |
| Scena VI   | Recitativo. Irene Ah! che pur troppo adoro il caro Aminta                  |
|            | 5. Aria. Irene (2 Vl, BC) Come alla tortorella langue al suo caro appresso |
| Scena VII  | 6. Arioso. Atalanta (2 Ob, Str, BC) Al varco, oh pastori! vicina è la fera |
|            | Recitativo. Atalanta, Meleagro Tirsi, e tu che per fama                    |
| Scena VIII | Recitativo. Irene, Aminta Cerchi in vano la morte                          |
|            | 7. Sinfonia. (Str, BC)                                                     |
|            | Recitativo. Atalanta, Meleagro Trattenetolo, oh fidi                       |
|            | 8. Aria. Atalanta (2 Vl, BC) Riportai gloriosa palma                       |
| Scena IX   | Recitativo. Meleagro Ah! che tu sei la fera                                |
|            | 9. Aria. Meleagro (2 Ob, Str, BC) Non sarà poco, se il mio gran foco       |

### Zweiter Akt
| Scena I    | 10. Coro. (2 Ob, 2 Hr, Str, BC) Oggi rimbombano di feste, e guibilo    |
| Scena II   | Recitativo. Atalanta, Meleagro Sei pur sola una volta                  |
|            | 11. Aria. Atalanta (Str, BC) Lassa! Ch’io t’ho perduta                 |
| Scena III  | Recitativo. Meleagro, Atalanta Amarilli? Amarilli?                     |
|            | 12. Duetto. Atalanta, Meleagro (Str, BC) Amarilli? / Oh Dei, che vuoi? |
| Scena IV   | Recitativo. Meleagro, Irene Ah! ch’io ancora l’intendo!                |
|            | 13. Aria. Meleagro (2 Vl, BC) Sì, mel raccorderò                       |
| Scena V    | Recitativo. Irene, Aminta Il mio caro pastore                          |
|            | 14. Aria. Irene (2 Ob, 2 Vl, BC) Soffri in pace il tuo dolore          |
| Scena VI   | Recitativo. Aminta, Atalanta È no moro d’affanno?                      |
|            | 15. Aria. Aminta (Str, BC) Di’ ad Irene, tiranna, infedele             |
| Scena VII  | Recitativo. Atalanta, Meleagro Ma giunge il caro mio vago pastore      |
|            | 16. Aria. Meleagro (Str, BC) M’allontano, sdegnose pupille             |
| Scena VIII | Recitativo. Atalanta Poveri affetti miei!                              |
|            | 17. Aria. Atalanta (2 Ob, Str, BC) Se nasce un rivoletto               |

### Dritter Akt
| Scena I   | 18. Sinfonia. (2 Ob, Str, BC)                                                                   |
|           | Recitativo. Atalanta, Irene E dalla man di Tirsi                                                |
|           | 19. Aria. Atalanta (2 Ob, Str, BC) Bench’io non sappia ancor interder il mio fato               |
| Scena II  | Recitativo. Irene, Aminta Sono Irene? oppur sogno?                                              |
|           | 20. Aria. Aminta (2 Vl, BC) Diedi il core ad altra Ninfa                                        |
| Scena III | Recitativo. Irene, Meleagro, Aminta Ohimè! che pene!                                            |
|           | 21. Aria. Irene (2 Vl, BC) Ben’io sento l’ingrato, spietata                                     |
| Scena IV  | Recitativo. Meleagro Oh! del crudo mio bene                                                     |
| Scena V   | Recitativo. Atalanta, Meleagro Quanto più ti contemplo                                          |
|           | 22. Arioso. Atalanta (BC) Custodite, o dolci sogni                                              |
|           | Recitativo. Meleagro Io vo’ morir                                                               |
| Scena VI  | Recitativo. Nicandro Re Meleagro, e tu gran Principessa                                         |
|           | 23. Aria. Nicandro (2 Ob, Str, BC) Or trionfar ti fanno                                         |
|           | Recitativo. Atalanta, Meleagro, Irene, Aminta Oh forza del destin!                              |
|           | 24b. Duetto. Atalanta, Meleagro (Str, BC) Caro! / Cara! nel tuo bel volto                       |
| Scena VII | 25. Sinfonia e Recitativo accompagnato. Mercurio (2 Ob, Str, BC) Del supremo Tonante messagiero |
|           | 26a. Aria. Mercurio (Str, BC) Sol prova contenti                                                |
|           | 27. Coro. (2 Ob, Str, BC) Dalla stirpe degli Eroi                                               |
|           | Recitativo. Mercurio Con voce giuliva gridiam tutti                                             |
|           | 28. Coro. (2 Ob, Str, BC) Gridiam tutti                                                         |
|           | 29. Sinfonia. (3 Trp, Pk)                                                                       |
|           | 30. Coro. (2 Ob, Str, BC) Viva la face, viva l’amor!                                            |
|           | 31. Gavotta. (3 Trp, Pk)                                                                        |
|           | 32. Coro. (2 Ob, 3 Trp, Pk, Str, BC) Con voce giuliva gridiam tutti                             |

## Erfolg und Kritik
“[Atalanta is] one of Handel’s most charming operas, with its choruses of nymphs and shepherds, and its indescribable atmosphere of light-hearted gaiety and out-of-door freshness.”

„[Atalanta ist] eine von Händels schönsten Opern, mit ihren Chören der Nymphen und Hirten und ihrer unbeschreiblichen Atmosphäre von heller, herzlicher Fröhlichkeit und frischer Naturszenerie.“

“The songs are mostly short and easy to sing, but wonderfully typical of this late period of Handel’s style, in which he throws off trivialities with astonishing originality and genius.”

„Die Arien sind meist kurz und einfach zu singen, aber wunderbar typisch für Händels späten Stil, in welchem er das Einfache mit erstaunlicher Originalität und Genialität ablegt.“

## Orchester
Zwei Oboen, Fagott, zwei Hörner, drei Trompeten, Pauken, Streicher, Basso continuo (Violoncello, Laute, Cembalo).
Das Orchester der Atalanta ist ein durchschnittliches barockes Opernorchester. Außer den Streichern, zu denen das den Bass unterstützende Fagott gehört, besteht es aus zwei Oboen, die meistens die Violinstimmen verstärken, aus drei Trompeten und der dazugehörenden Pauke. Dem Orchester schließen sich im Eröffnungschor des zweiten Aktes auch zwei Hörner an. Händel passt die Begleitung sorgfältig dem Charakter der Arie an: Von einer einzigen Geigenstimme bis zum gesamten, mit Oboen verstärkten Streichorchester wendet er mehrerlei Kombinationen an.

## Diskografie
- Hungaroton SLPD 12612-4 (1986): Katalin Farkas (Atalanta), Eva Bartfai-Barta (Meleagro), Eva Lax (Irene), János Bandi (Aminta), Jozsef Gregor (Nicandro), Lászlo Polgár (Mercurio)

Capella Savaria; Dir. Nicholas McGegan (134 min)
- Philharmonia Baroque (Naxos) B007HCX4PC (2012): Dominique Labelle (Atalanta), Susanne Rydén (Meleagro), Cécile van de Sant (Irene),  Michael Slattery (Aminta), Philip Cutlip (Nicandro), Corey McKern (Mercurio)

Philharmonia Orchestra; Dir. Nicholas McGegan (143 min)